# 임암동 원산동 선사주거지 및 석곽묘
임암동 원산동 선사주거지 및 석곽묘(林岩洞 院山洞 先史住居址 및 石槨墓)는 광주광역시 남구 임암동, 원산동의 경계에 있는 청동기시대의 집터와 남북국 시대 신라의 돌덧널무덤(石槨墓)이다. 1992년 10월 22일 광주광역시의 문화재자료 제18호로 지정되었다.

## 개요
임암동과 원산동의 경계가 되는 이 일대에는 청동기시대의 집터와 남북국싣덧널무덤(石槨墓)이 있다.
임암동 집자리는 타원형으로 14.86m2의 넓이인데 이 정도 공간에서는 3~4명의 사람이 살았을 것으로 생각된다. 여기서는 무문토기, 숫돌, 갈판 등이 출토되었다. 원산동 집자리는 좀 더 작은 규모로 1~2명이 살 수 있는 4.9m2의 넓이이며 직사각형이다. 이 집터의 서남쪽에는 돌방과 천정석을 갖춘 돌덧널무덤이 있다.

## 참고 자료
- 임암동.원산동선사주거지및석곽묘 - 국가유산청 국가유산포털